# Antrocephalus livii
Antrocephalus livii är en stekelart som först beskrevs av Girault 1921.  Antrocephalus livii ingår i släktet Antrocephalus och familjen bredlårsteklar. Inga underarter finns listade i Catalogue of Life.